# Panam
Panam, även känt som Bainang, är ett härad (dzong) som lyder under staden Shigatse i Tibet-regionen i sydvästra Kina.